# 476 a.C.

## Eventos
- 76a olimpíada: Escamandro de Mitilene, vencedor do estádio.[1]
- Aulo Vergínio Tricosto Rutilo e Espúrio Servílio Prisco, cônsules romanos.

## Nascimentos
- Plistóanex, rei Ágida de Esparta (m. 408 a.C.).